# 페르카드
작은곰자리 감마(작은곰자리 13)는 작은곰자리 방향으로 지구로부터 약 480광년 떨어진 곳에 있는 백색 초거성이다. 보통 옛날부터 불렸던 명칭은 페르카드이다. 코카브와 함께 감마는 '작은 국자'의 일부분을 형성한다. 고유 명칭 페르카드는 아랍어 فرقد(파르콰드)에서 온 말이다. 원래 문장은 '아파 알 파르카다인'으로 '송아지 두 마리(페르카드와 코카브를 가리킨다) 중 어두운 것'이라는 의미이다(아파 알 파르카다인은 큰곰자리 제타의 고유 명칭이기도 하다). 페르카드는 종종 큰곰자리 11(페르카드 마이너)과 구별하기 위해 페르카드 메이저로 불리기도 한다.
페르카드와 코카브는 함께 '장대의 수호자'로 불리기도 한다.
페르카드의 겉보기 등급은 3.00이며 지구로부터 약 480광년 떨어져 있다. 분광형은 A3 I로 표면 온도는 7,500 ~ 11,000 켈빈에 이른다. 방패자리 델타형 변광성으로 분류할 수 있는데, 3.43시간 주기로 0.05등급 밝기가 변한다. 태양보다 1,100배 더 밝으며 반지름은 태양의 15배이다.

## 참고 문헌
1. ↑  “Simbad Query Result”. 《Simbad》. 2009년 7월 22일에 확인함.
2. 1 2  “Pherkad”. 《Simbad》. 2007년 5월 25일에 원본 문서에서 보존된 문서. 2009년 7월 22일에 확인함.